# Odontadenia kochii
Odontadenia kochii är en oleanderväxtart som beskrevs av Pilg.. Odontadenia kochii ingår i släktet Odontadenia och familjen oleanderväxter. Inga underarter finns listade i Catalogue of Life.